# Real Federación Española de Ciclismo
La Real Federación Española de Ciclismo (RFEC) es el máximo organismo del ciclismo en España, en sus distintas modalidades (carretera, BTT, pista, ciclocrós...). Es miembro de la UCI y la UEC. Fundada en 1896 como "Unión Velocipédica Española", es la federación deportiva más antigua de España. Tiene su sede en Madrid, siendo su actual presidente José Vicioso Soto.

## Ámbito
La RFEC se encarga de los distintos Campeonatos de España de Ciclismo (carretera, pista, ciclocrós...) y de las Selecciones Española de Ciclismo en sus distintas modalidades; también colabora en la organización de las carreras ciclistas celebradas en España y de organizar diferentes competiciones en el ámbito amateur español (como la Copa de España de Ciclismo). Además, se encarga del arbitraje (Comité Nacional de Árbitros) y de la formación de entrenadores (Escuela Nacional de Entrenadores), así como de fomentar el ciclismo de base, la seguridad vial (haciendo hincapié en la seguridad del ciclista) y un ciclismo limpio de dopaje.

## Control del dopaje
Es también el organismo encargado de sancionar (ya sea por dopaje, o por otros motivos) a los ciclistas españoles. Sin embargo, la diferencia de criterios en los últimos años entre la UCI y la RFEC a la hora de considerar probado un caso de dopaje ha obligado a intervenir en varios casos al TAS, normalmente en favor de la UCI. Ejemplos de esta situación son los casos de Iban Mayo, Aitor González o Alberto Contador, a quienes la RFEC absolvió de dopaje en contra de la opinión de la UCI (promotora de su castigo), siendo la decisión final del TAS en ambos casos favorable a la UCI, y por tanto, a la sanción por dopaje (dos años de suspensión).
En el ámbito del ciclismo profesional internacional apenas tiene competencias y en la mayoría de ocasiones es un mero transmisor de datos, licencias, informes, etc. a la UCI.